# Mohammad Al-Teer
Mohammad Al-Teer (ar. محمد التير) – libijski piłkarz grający na pozycji napastnika. W swojej karierze grał w reprezentacji Libii.

## Kariera reprezentacyjna
W 1982 roku Al-Teer został powołany do reprezentacji Libii na Puchar Narodów Afryki 1982. Był na nim rezerwowym i nie rozegrał żadnego spotkania. Z Libią wywalczył wicemistrzostwo Afryki.